# Lehár Festival Bad Ischl
Das Lehár Festival Bad Ischl ist ein primär der Aufführung von Operetten gewidmetes Theaterfestival in der oberösterreichischen Kurstadt Bad Ischl.

## Vorgeschichte
Die Veranstaltung eines Sommerfestivals, das Unterhaltungsmusik und Operette darbieten sollte, wurde ab etwa 1950 erwogen. In Bad Ischl hatte die Darbietung von musikalischem Unterhaltungstheater seit der Zeit Kaiser Franz Josephs Tradition. Entwickelt aus der Tradition des Sommertheaters für die Kurgäste entstanden hier Operettenfestspiele.
Der Zweite Weltkrieg hatte allerdings nicht nur zur Folge, dass es kaum mehr für die Operette spezialisierte Künstler gab, wie sie etwa aus den zahlreichen Operettenhäusern Wiens hervorgingen, die man in der Zeit des sogenannten Theatersterbens auch sperrte, sondern es gab in Bad Ischl auch keine adäquate Spielstätte mehr.
Bereits zu Beginn der 1950er Jahre plante man die Durchführung eines Sommerfestivals. Bad Ischl war dazu prädestiniert, zu einem Mittelpunkt der Musiktheaterszene zu werden – die Kaiserstadt blickte schließlich auf eine langjährige Sommertheater-Tradition zurück. In Ergänzung zu den Salzburger Festspielen, deren Schwerpunkte im Schauspiel und in der ernsten Musik liegen sollten in Bad Ischl zukünftig Operettenfestspiele entstehen.
Die tatsächliche Umsetzung der Operettenfestspiele in den 50er Jahren scheiterte jedoch daran, dass nach Ansicht der Initiatoren in Österreich damals ein großer Mangel an ausreichend erlesenen Künstlern herrschte. Außerdem fehlte es an einer Spielstätte.
Ende der 50er Jahre wurde jedoch vorbereitend die Internationale Gesellschaft zur Pflege und Förderung der Operette „Die Operette“ gegründet. Der Verein sollte sich der Aufgabe widmen, die Operette wieder zu beleben und ein Dokumentationszentrum einzurichten.

## Eröffnung der Operettenwochen (1961)
Den Auftakt des Operettenfestivals machte die konstituierende Hauptversammlung des Vereins „Die Operette“ am 29. April 1961. Den Ehrenschutz der Gesellschaft hatten Kammersängerin Maria Jeritza-Seery und Manfred Mautner-Markhof, Präsident war Burgschauspieler Josef Meinrad.
Der Festabend war eine Mischung aus Vorträgen zum Thema Bad Ischl und dessen Bezug zur Operette. Anschließend wurde ein dreistündiges Festkonzert mit dem Titel „Die Operette lebt“ präsentiert.
Nach der Darbietung eines Operettenkonzerts wurde Eduard Macku mit der musikalischen und künstlerischen Leitung (Intendanz) der Operettenwochen betraut. Er studierte folgende Werke ein:
- Emmerich Kálmán: Die Csárdásfürstin
- Franz Lehár: Paganini, Das Land des Lächelns und Die lustige Witwe

Der damals 57-jährige Johannes Heesters stand als Publikumsliebling in seiner Paraderolle als Graf Danilo auf der Bühne. Das Programm wurde mit einem Operettenball und einem Musikfest zu Ehren des Komponisten Johann Strauß ergänzt. Das Abschlusskonzert am 27. August 1961 präsentierte unter dem Titel „Operettenmelodien von heute“ ausschließliche Werke von lebenden österreichischen Operettenkomponisten.
Seither wird das Festival jährlich wiederholt.

## Operettenwochen 1961–1994 (Intendant: Eduard Macku)
Die Operettenwochen wurden während der ersten Jahre kontinuierlich aufgebaut. Sowohl die Anzahl der Vorstellungen als auch der bespielte Zeitraum wurden stetig gesteigert. Bis Mitte der 1970er Jahre vergrößerte man das Orchester von ursprünglich 17 auf 40 Musiker.
Die Operettenwochen finanzierten sich schon damals überwiegend selbst, denn 75 % der Kosten wurden durch Kartenverkäufe gedeckt. Anfang der 1970er Jahre wurden auch Subventionen vom Bund genehmigt.
Die Aufgabenbereiche des Vereins „Die Operette“ wuchsen stetig und waren schlussendlich zu breit gefächert. 1967 kam es deshalb zu einer Spaltung des Vereins und der damit verbundenen Neugründung der „Operettengemeinde Bad Ischl“ deren Hauptzweck in der Durchführung der alljährlichen Operettenwochen bestand.
Während der ersten Jahre spielte man stets vor ausverkauftem Haus. Ab Mitte der 1970er Jahre pendelte sich die Platzauslastung bei ca. 90 % ein. Hauptzielgruppe waren Besucher aus der Region und ganz Österreich, jedoch kamen auch schon in der 1960er und 70er Jahren zahlreiche internationale Gäste, darunter Stammgäste aus den USA.
Aufgrund der baulichen Gestaltung des Kurhauses wurde der Saal an der Längsseite bespielt. Durch diese schwierigen Bühnenverhältnisse wurden die Operettenwochen bekannt für den „Ischler Stil“. Ballett- und Chorszenen waren aufgrund der Platzverhältnisse nur bedingt möglich, die für die reduzierte Ausstattung wurde auf den Fundus des Burgtheaters zurückgegriffen. Die Inszenierungen charakterisierten sich durch Improvisation, Natürlichkeit und eine eigene Atmosphäre des unmittelbaren Erlebens. Die Aufführungen lebten von Einfallsreichtum, Idealismus und Begeisterungsfähigkeit.
Obwohl die akustischen Bedingungen im Kurhaus alles andere als einfach waren, stand für den musikalischen Leiter Eduard Macku die Qualität des Franz Lehár Orchesters im Vordergrund. Das umfangreiche Rahmenprogramm bestand deshalb überwiegend aus Galakonzerten. Darüber hinaus veranstalteten die Operettenwochen bis 1986 in jedem Jahr einen Operetten-Ball. Dieser Event wurde ab 1987 durch die Veranstaltung Klangfeuerwerk „Operetten Air“ abgelöst.
Außerdem gelang es Eduard Macku große Namen nach Bad Ischl zu holen: Marcel Prawy, Johannes Heesters, Dagmar Koller, Michael Heltau und Alfons Haider waren regelmäßige Gäste der Operettenwochen.
Darüber hinaus fanden unter seiner Intendanz in den Jahren 1962 und 1963 die bisher einzigen Operetten-Uraufführungen im Rahmen des Festivals statt.

## Operettenfestspiele 1995–1998 (Intendantin: Silvia Müller)
Erstmals tauchte 1993 in den Programmheften der neue Name Operettenfestspiele auf. Unter dieser neuen Bezeichnung übernahm 1995 die langjährige Geschäftsführerin Silvia Müller die Intendanz des Festivals. Mit der musikalischen Leitung wurde Walter Erla betraut und Eduard Macku, der bisher das Festival geprägt hatte, blieb diesem als Ehrenintendant erhalten.
Nach langem Ringen wurde Ende der 1990er Jahr schließlich der Umbau des Kurhauses durch die Gemeinde Bad Ischl beschlossen. Im Jahr 1998 kam deshalb nur eine Operette zur Aufführung, die Vorstellungen fanden in der Eishalle Kaltenbachau statt.

## Operettenfestspiele Bad Ischl 1999–2003 (Intendant: Martin C. Turba)
Im Jahr 1999 war der Umbau des Kurhauses abgeschlossen. Im neuen Kongress- und TheaterHaus Bad Ischl befand sich die Bühne mit dazugehörigem Orchestergraben an der Stirnseite des Saals, jedoch war die Bühne nicht die einzige Veränderung:
Das Festival erhielt den neuen Namen „Operettenfestspiele Bad Ischl“ und die Leitung übernahm der neue Intendant und Geschäftsführer Martin C. Turba. Er veränderte auch zum ersten Mal das Logo des Festivals.
Die neuen Bühnenverhältnisse veränderten die Qualität der Aufführungen, der Stil blieb jedoch weiterhin traditionell. Auch das umfangreiche Begleitprogramm blieb bis auf das Klangfeuerwerk „Operetten Air“ unter seiner Intendanz erhalten. Die Orchesterkonzerte widmeten sich der ernsten Musik und präsentierten Werke von Mozart, Beethoven, Bach, Schubert und Chopin.
Gemeinsam mit dem deutschen Klassik-Label cpo hat das Festival unter der Intendanz von Martin C. Turba begonnen, Gesamtaufnahmen von selten gespielten Operetten auf CD zu veröffentlichen.

## Lehár Festivals Bad Ischl 2004–2016 (Intendant: Michael Lakner)
Unter der Intendanz von Michael Lakner hat das Festival seinen bisher größten Wandel vollzogen. Er änderte erneut das Logo und benannte die Festspiele in Lehár Festival Bad Ischl um. Mit der Fokussierung auf den Komponisten wollte er das Festival unverwechselbar machen und so in der österreichischen Theaterlandschaft markant positionieren. Doch nicht nur äußerlich hat sich das Festival unter Michael Lakner verändert.
Lakner legte Wert darauf moderne Operetteninszenierungen auf die Ischler Bühne zu bringen. Vor allem der Regisseur Leonard Prinsloo, der jedes Jahr eines der beiden Hauptstücke inszenierte, präsentierte Operetten im Stil der Gegenwart. Außerdem hat Michael Lakner ab 2013 neben der Operette auch erstmals klassische Musicals in den Spielplan aufgenommen.
Zu den Publikumslieblingen unter Michael Lakner zählten Dolores Schmidinger und Ulrike Beimpold sowie das Künstler Ehepaar Helga Papouschek und Kurt Schreibmayer. In Benatzkys „Im Weißen Rössl“ stand 2011 Christoph Wagner-Trenkwitz als Sigismund Sülzheimer auf der Bühne.
Die Kooperation mit dem deutschen Klassik-Label cpo wurde unter Michael Lakner fortgesetzt. Bis einschließlich 2016 veranstaltete das Festival gemeinsam mit dem Tourismusverband während der Kaisertage die „Nacht der Kaiser“. Von 2005 bis 2008 fand das von der EU geförderte Kinder- und Jugendprojekt EurOperette statt. Mit dem Matura-Projekt Etterepo wurde ab 2008 die Kinder- und Jugendarbeit des Festivals fortgesetzt.
Trotz der Subventionen von Bund, Land und Gemeinde erwirtschaftete das Festival 60 % bis 75 % der Kosten allein durch den Kartenverkauf.
Für sein 13-jähriges Wirken um das Operettenfestival wurde Michael Lakner 2017 dreifach ausgezeichnet. Vom Land Oberösterreich hat Michael Lakner die Kulturmedaille erhalten. Die Gemeinde Bad Ischl hat ihm das Kulturehrenzeichen der Stadt verliehen. Darüber hinaus hat ihn der Verein des Festivals zum Ehrenmitglied ernannt.

## Übergangssaison 2017
Im März 2016 wurde bekannt, dass Michael Lakner künstlerischer Leiter der Bühne Baden wird. Fünf Monate später wurde deshalb bei einer Pressekonferenz Thomas Enzinger vorgestellt, der seit Mai 2017 Intendant des Lehár Festivals Bad Ischl ist. Die erste Saison hat dieser jedoch lediglich im Namen seines Vorgängers verwaltet. Bedingt durch den späten Vertragsbeginn wurde das Programm für den Sommer 2017 noch vollständig von Michael Lakner vorbereitet und geplant.
Ab 2008 war Hannes Heide Präsident des Vereines Lehár Festival Bad Ischl. 2022 folgte ihm Brigitte Stumpner in dieser Funktion nach, Bürgermeisterin und Kulturreferentin Ines Schiller wurde Vizepräsidentin.